# Deniss Rakels
Deniss Rakels (* 20. srpna 1992, Jēkabpils, Lotyšsko) je lotyšský fotbalový útočník a reprezentant, momentálně hráč klubu Riga FC.

## Reprezentační kariéra
Rakels působil v mládežnických reprezentacích Lotyšska.
V A-mužstvu Lotyšska debutoval 18. 6. 2010 na turnaji Baltic Cup v zápase v Kaunasu proti domácí reprezentaci Litvy (remíza 0:0).